# Heinz Mell
Heinz Mell (* 15. September 1909 in Anklam; † unbekannt) war ein deutscher Landrat.

## Leben und Wirken
Über die Biographie von Mell ist nur sehr wenig bekannt. Zum 1. Februar 1930 trat er der NSDAP bei (Mitgliedsnummer 200.501). 1935 war er Kreisleiter der NSDAP in Schlawe. 1941 wurde er als kommissarischer Landrat des Landkreises Kolmar (Wartheland) eingesetzt. Mit Wirkung vom 30. Juli 1942 übernahm er offiziell dieses Amt, das er bis gegen Ende des Krieges ausübte. Er war an der Räumung des Reichsgaus Wartheland im Januar 1945 beteiligt. Dann verliert sich seine Spur.